# こだわり酒場のレモンサワー
こだわり酒場のレモンサワー（こだわりさかばのレモンサワー）は、サントリー（二代目法人、旧・サントリースピリッツ/サントリービール/サントリー酒類〈二代目〉）が製造・販売する缶チューハイ、およびソーダ割専用瓶リキュールの商標。2018年（平成30年）2月27日にソーダ割専用リキュール「こだわり酒場のレモンサワーの素」が先行発売され、2019年（平成31年）3月5日には缶入りチューハイ「こだわり酒場のレモンサワー」が発売され、そして2020年（令和2年）3月17日にはアルコール分をさらに高めたストロングタイプの缶入りチューハイ「こだわり酒場のレモンサワー キリッと男前」（現・「こだわり酒場のレモンサワー キリッと辛口」）が発売された。また、2021年（令和3年）3月16日にはアルコール分を5%に抑え、レモンフレーバーを強化したシリーズ唯一の果汁入り缶入りチューハイ「こだわり酒場のレモンサワー 追い足しレモン」が発売された。
発売当初はサントリースピリッツ株式会社が製造・発売元、サントリー酒類株式会社（二代目）が販売元となっていたが、2022年（令和4年）7月1日に行われた国内酒類事業の組織再編に伴い、（二代目法人）サントリー株式会社が製造と販売を担うこととなり、同年7月製造・出荷分より同時期時点でのシリーズ全製品において、パッケージに記載されている製造者が「サントリー(株)」に名義変更された。
2023年（令和5年）3月7日に発売された同シリーズの横展開商品として原材料の一部に麦焼酎を加えたプレーンタイプの缶チューハイ「こだわり酒場のタコハイ」、およびソーダ割専用リキュール「こだわり酒場のタコハイの素」に続き、2024年（令和6年）3月12日には「こだわり酒場のお茶サワー〜伊右衛門〜」を発売。こだわり酒場シリーズとして展開された商品についても記述する。

## 概要
レモンサワーの缶チューハイ、およびソーダ割専用リキュールである。レモンの風味をまるごと封じ込めた「レモン浸漬酒」が用いられ、レモンの味わいを引き立てる複数の原料酒を同社が独自の黄金比でブレンドした「果実まるごと仕込み」が採用されている。

## ラインアップ

### 缶チューハイ

#### レモンサワー
- こだわり酒場のレモンサワー（アルコール分7%、350ml缶・500ml缶）
- こだわり酒場のレモンサワー キリッと辛口（アルコール分9%、350ml缶・500ml缶）※2021年8月出荷分以前の商品名は「こだわり酒場のレモンサワー キリッと男前」だった[1]
- こだわり酒場のレモンサワー 追い足しレモン（アルコール分5%、レモン果汁1.6%、350ml缶・500ml缶）
- こだわり酒場のレモンサワー 夏の塩レモン（アルコール分6%、350ml缶・500ml缶）※2021年6月15日発売開始。期間限定商品[2]。
- こだわり酒場のレモンサワー 神すっぱレモン（アルコール分5%、350ml缶・500ml缶）※2024年6月25日発売開始。期間限定商品

#### 派生商品
- こだわり酒場のタコハイ（アルコール分6%、果汁0.3%、350ml缶・500ml缶）※2023年3月7日発売開始。
- こだわり酒場のタコハイ つぶれ梅（アルコール分6%、果汁未公表、350ml缶・500ml缶）※2023年7月30日発売予定。
- こだわり酒場のお茶サワー〜伊右衛門〜（アルコール分5%、350ml缶・500ml缶、京都福寿園の茶葉100％使用）※2024年3月12日発売開始[3]。

### ソーダ割専用リキュール
- こだわり酒場のレモンサワーの素（アルコール分25%、250ml瓶、500ml瓶、1,800ml紙パック）※250ml瓶、および1,800ml紙パックは2021年9月21日発売開始[4]。
- こだわり酒場のレモンサワーの素 濃いめ（アルコール分25%、レモン果汁1%、250ml瓶、500ml瓶）※2021年7月13日発売開始。250ml瓶は2021年9月21日発売開始。
- こだわり酒場のレモンサワーの素 あらごし（アルコール分25%、レモン果汁1%、500ml瓶）※2021年12月7日発売開始。期間限定商品[5]。
- こだわり酒場のレモンサワー 冬の濃い旨ソーダ割専用リキュール「こだわり酒場のレモンサワーの素」期間限定商品[6]。
- こだわり酒場のレモンサワーの素 業務用（アルコール分40%、1,800mlペットボトル）
- こだわり酒場のタコハイの素（アルコール分25%、500ml瓶）※2023年3月7日発売開始。

## CM出演者
- 梅沢富美男 - 当製品のイメージキャラクター。レモン沢富美男（レモンざわーとみお）名義として発売当初より出演
- 大久保佳代子（オアシズ） - 当製品のイメージキャラクター。レモン沢佳代子（レモンざわーかよこ）名義として2021年10月より梅沢と共演
- 田中みな実 - こだわり酒場のタコハイシリーズのイメージキャラクター。2023年3月より出演
- 舘ひろし - 「こだわり酒場のお茶サワー〜伊右衛門〜」イメージキャラクター。2024年3月より出演